# Мендон (Іллінойс)
Мендон (англ. Mendon) — селище (англ. village) в США, в окрузі Адамс штату Іллінойс. Населення — 872 особи (2020).

## Географія
Мендон розташований за координатами 40°5′22″ пн. ш. 91°17′9″ зх. д. / 40.08944° пн. ш. 91.28583° зх. д. (40.089358, -91.285816).  За даними Бюро перепису населення США в 2010 році селище мало площу 2,22 км², уся площа — суходіл.

## Демографія
Згідно з переписом 2010 року, у селищі мешкали 953 особи в 357 домогосподарствах у складі 238 родин. Густота населення становила 428 осіб/км².  Було 376 помешкань (169/км²).
Расовий склад населення:
| - 99,2 % — білих - 0,1 % — чорних або афроамериканців - 0,1 % — азіатів |

До двох чи більше рас належало 0,4 %. Частка іспаномовних становила 0,5 % від усіх жителів.
За віковим діапазоном населення розподілялося таким чином: 24,7 % — особи молодші 18 років, 54,6 % — особи у віці 18—64 років, 20,7 % — особи у віці 65 років та старші. Медіана віку мешканця становила 38,4 року. На 100 осіб жіночої статі у селищі припадало 86,1 чоловіків;  на 100 жінок у віці від 18 років та старших — 83,6 чоловіків також старших 18 років.
Середній дохід на одне домашнє господарство  становив 53 075 доларів США (медіана — 51 136), а середній дохід на одну сім'ю — 64 430 доларів (медіана — 67 750). Медіана доходів становила 41 250 доларів для чоловіків та 31 417 доларів для жінок. За межею бідності перебувало 13,8 % осіб, у тому числі 18,8 % дітей у віці до 18 років та 14,2 % осіб у віці 65 років та старших.
Цивільне працевлаштоване населення становило 478 осіб. Основні галузі зайнятості: освіта, охорона здоров'я та соціальна допомога — 29,7 %, роздрібна торгівля — 18,4 %, виробництво — 10,5 %, транспорт — 6,3 %.